# 白尚勳
白尚勳（韓語：백상훈），韓國電視劇導演。

## 作品

### 電視劇
- 2013年：KBS《秘密》
- 2014年：KBS《Drama Special－中學生A某》
- 2014年：KBS《布穀鳥巢》
- 2015年：KBS《Who Are You－學校2015》
- 2016年：KBS《太陽的後裔》
- 2016年：KBS《雲畫的月光》
- 2020年：SBS《The King: 永遠的君主》

## 外部連結
- NAVER搜索 （页面存档备份，存于）